# 高利亞海軍上將／政府綜合服務大樓 (巴士站)
高利亞海軍上將／政府綜合服務大樓（葡萄牙語：Alm. Magalhães Correia / Centro de Serviços da RAEM）是位於澳門花地瑪堂區高利亞海軍上將大馬路的一個中途站，澳巴MT3路線以本站為中途站。

## 歷史
- 2007年6月1日，土地工務運輸局增設此站，以將澳氹快線MT3路線的終點站由勞動節大馬路遷至現址。[1]
- 2012年11月4日，交通事務局將此站原名為「高利亞海軍上將／黑沙環海邊」改名為「高利亞海軍上將／政府綜合服務大樓」。[2]
- 2021年10月16日起，MT3路線總站由本站遷往「望廈總站」，本站改為中途站。[3]

## 路線資料
| 澳巴 | MT3 | ↺ 望德聖母灣 | 望廈 |

## 軼事
- 本站中文名稱長達15字，為全澳之冠。在兩巴聯營年代，兩巴均簡化顯示MT3路線往黑沙環的方向，其中新福利只顯示「黑沙環建華」5字。及後澳巴獨營時期，顯示為「高利亞海軍上將馬路」。

## 鄰近公共運輸站
M206 黑沙環新街／建華（R. Nova Areia Preta / Edf. Kin Wa）
路線：3A、10B、17、17S、18、18B、30、30X、51A、N1B
M215 福泰工業大廈（Edf. Ind. Fôk Tai）
路線：10B、27
M226 勞動節街／中葡職業技術學校（R. 1 de Maio / Escola Luso-Chinesa Técnico-Profissional）
路線：2A、3A、18A、30X
M232 勞動節街／裕華（Rua 1 de Maio / Edf. U Wa）
路線：7、27
M238 黑沙環海邊馬路（Est. Marginal da Areia Preta）
路線：MT3

## 外部連結
- 澳巴官方網站 （繁體中文） （页面存档备份，存于）